# Aleksandar Stamboliski
Alejandro Stoímenov Stamboliski (en búlgaro: Александър Стоименов  Стамболийски); Slavovitsa, 1 de marzo de 1879-14 de junio de 1923) fue un político búlgaro, con ideas políticas de izquierda radical, que fue primer ministro de Bulgaria entre el 6 de octubre de 1919 y el 9 de junio de 1923, siendo fusilado tras un golpe de Estado organizado por la Unión Nacional, el partido de extrema derecha de Alejandro Tsankov.

## Primeros años
Nacido el 1 de marzo de 1879 en Slavovitsa, Alejandro Stamboliski era  hijo de un notable de dicho pueblo. Su familia, campesina, no era especialmente rica ni pobre. Su apellido provenía de los varios viajes que su padre realizó a la capital otomana (Constantinopla, en turco, Stambul). Muerta su madre poco después de su nacimiento, su padre volvió a casarse con una mujer que ya tenía dos hijos y no mostró afecto por Stamboliski. Gracias a su aptitud natural y a pesar de la oposición de sus padres, que deseaban que se dedicase a las tareas del campo, cursó enseñanza secundaria en la cercana ciudad de Ijtimán, de la que se graduó en 1893.

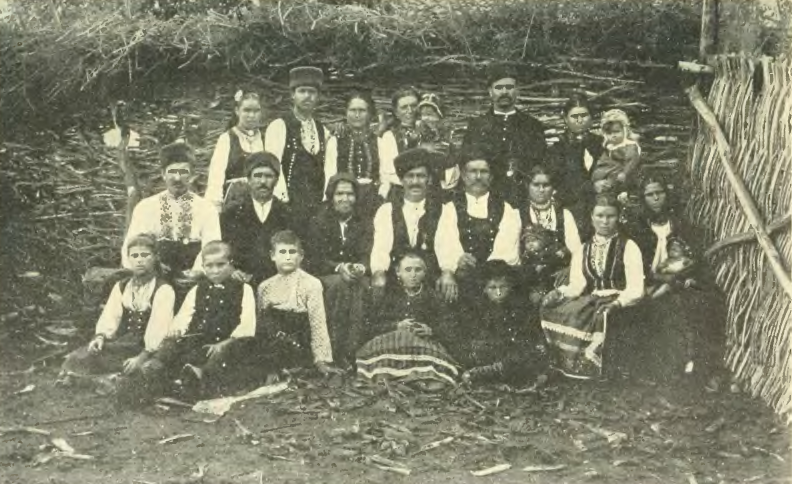
Familia campesina búlgara a comienzos del siglo. La Unión Nacional Agraria Búlgara surgió para defender sus intereses ante el creciente deterioro de su nivel de vida por la exigencias económicas de los sucesivos Gobiernos.

Encontrándose desde su infancia en relación directa con la tierra y con los campesinos, realizó sus estudios en la Escuela Agrícola de Sadovo y, algunos años después, en el Instituto Vinícola de Pleven. De la primera fue expulsado por participar en una manifestación estudiantil, en 1895. Tras finalizar sus estudios en 1897, regresó a su pueblo y ejerció como maestro en una localidad cercana. Hay que hacer notar que en esta época en Bulgaria el campesinado representaba entre un 85 y un 90% de la población del país. Participó en el congreso fundacional de la «Unión Agraria» que más tarde se convertiría en partido político, aunque no tuvo un papel destacado en el mismo. Por entonces comenzó a escribir artículos en diversas publicaciones agrarias, criticando la situación del país, su falta de desarrollo económico y social y su imitación de Occidente.
Enfrentándose con las numerosas dificultades sociales del país, intenta comprender los problemas a que se enfrenta, y decide pasar a militar en el partido de la «Unión Agraria». En el verano de 1900, se casa con la también maestra Milena Daskalova. Es esta última la que financiará los estudios superiores de Alejandro en la Universidad Agrícola de Halle, en la ciudad alemana de Halle en 1901-1902. Partieron a Alemania en septiembre de 1901, pero tuvieron que regresar en febrero de 1902 porque Stamboliski contrajo tuberculosis, de la que se curó tras una temporada en la montaña. Además de realizar allí estudios relativos a la Agricultura, recibe clases de Filosofía, que contribuyen a dotar de una base más sólida a sus opiniones políticas.

## En la oposición

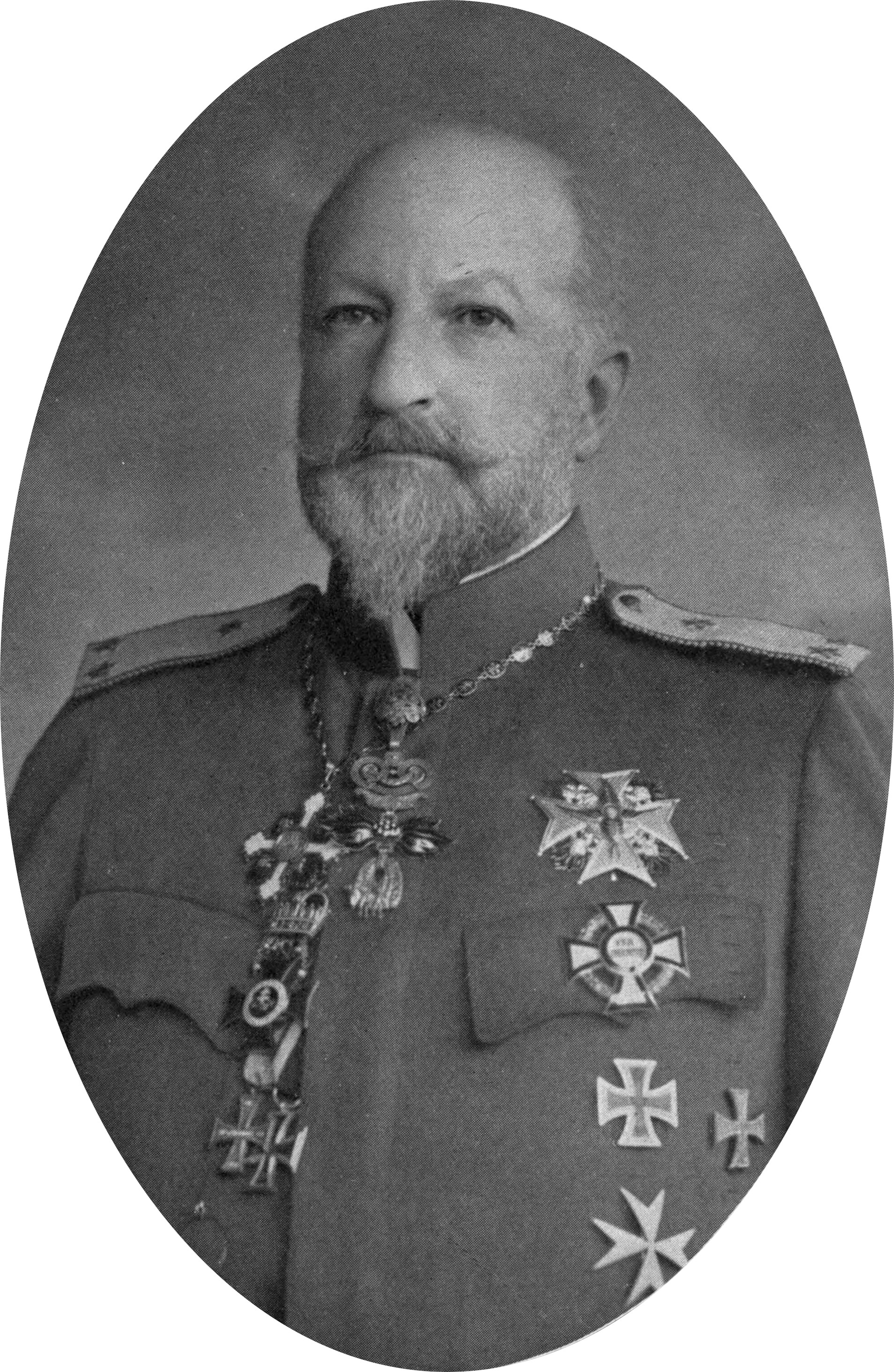
Fernando I de Bulgaria, monarca al que Stamboliski, republicano, criticó repetidamente y con dureza, oponiéndose a su política. El soberano había rechazado las primeras peticiones sobre impuestos de los campesinos que llevaron a la formación de la Unión Nacional Agraria Búlgara.

Una vez de vuelta en Bulgaria, el joven Alejandro Stamboliski estaba decidido a mejorar las condiciones de vida de sus conciudadanos. Ejerció como periodista y, tras haber ocupado cargos importantes en el seno de su partido, se convirtió en jefe del mismo en 1910. En 1908 es elegido diputado de la Asamblea Nacional Búlgara y durante el año siguiente redactó una tesis que se convirtió en el postulado ideológico del partido, que ya había expuesto parcialmente entre 1903 y 1908 en sus artículos periodísticos. En 1905 reorganizó el partido, aumentando la disciplina interna y mejorando la selección de los candidatos.
De este modo, convirtiéndose poco a poco en el líder de la oposición, gana popularidad entre el electorado, a la vez que exhibe ideas políticas netamente republicanas, siendo así que en ese momento el sistema político búlgaro es monárquico. Estos ataques a la monarquía le llevarán varias veces a alejarse del monarca, el zar Fernando I de Bulgaria.
Se opuso a las guerras balcánicas, al comienzo populares, lo que debilitó a la Unión Agraria. La dura derrota búlgara en la segunda de ellas volvió a reforzar a Stamboliski, que logró 48 diputados en las elecciones de noviembre de 1913. En las elecciones de marzo del año siguiente, convocadas por el primer ministro Vasil Radoslávov para mejorar su posición en el Parlamento donde la oposición era mayoritaria, Stamboliski aumentó ligeramente su grupo parlamentario (alcanzó los cincuenta diputados).

## Pacifista en la guerra mundial
Respaldó al Gobierno, sin embargo, en su declaración de neutralidad en la Primera Guerra Mundial proclamada en el verano de 1914. En principio favorable a la anexión de territorios considerados búlgaros como Macedonia o Dobruya, se mostraba contrario, sin embargo, a lograrla a cambio de la entrada en la contienda.
En el otoño de 1915, a raíz de la entrada de Bulgaria en la Primera Guerra Mundial junto a los Imperios centrales, Stamboliski criticó violentamente la política del zar de Bulgaria, lo que tuvo como resultado que fuese privado de su escaño en las Cortes búlgaras y condenado a muerte por traición; el rey, sin embargo, conmutó la pena por otra de cadena perpetua. Quedó encerrado en la cárcel de la capital, en un régimen relativamente benévolo que le permitía mantener el contacto con sus compañeros de partido y continuar con sus escritos políticos. Aprovechó su estancia en prisión para profundizar en sus tesis políticas. El partido, debilitado y privado de su principal dirigente, aprobó junto con el resto de la oposición los créditos de guerra en diciembre.
En 1917 la Revolución de Febrero en Rusia y la posterior entrada en guerra de los Estados Unidos del lado aliado convencieron a Stamboliski de la derrota inevitable de los Imperios Centrales y esto le llevó a defender que Bulgaria tratase de firmar al punto una paz por separado. El continuo contacto con soldados, tanto con aquellos arrestados en la misma prisión como con otros que se acercaban a visitarlo y su posición favorable a una paz inmediata hicieron que el Gobierno, considerándolo peligroso, lo enviase en septiembre de 1917 a la fortaleza de Vidin, en el noroeste del país.

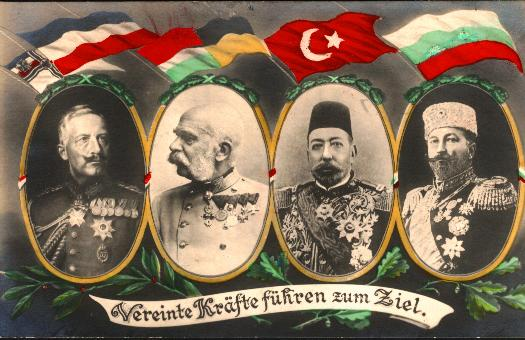
Los monarcas de los Imperios Centrales. Stamboliski se opuso a la entrada en la guerra mundial de Bulgaria y fue condenado a cadena perpetua por su crítica abierta a la participación búlgara en la misma a partir de 1915.

En junio de 1918, ante el deterioro de la situación militar y social por las grandes privaciones de la población, Radoslávov abandonó la presidencia del Consejo de Ministros y le sucedió en ella Aleksandar Malinov, que trajo a Stamboliski de nuevo a la prisión capitalina y trató de lograr su ingreso en el Gobierno. Stamboliski expuso varias condiciones para aceptar, entre ellas el abandono del país de la contienda, a lo que el rey se negó. Stamboliski permaneció por tanto en la oposición a Malinov, que presidió un Gobierno cada vez más débil a pesar de haber logrado la concesión del norte de la Dobruya; sus intentos de negociar con los Aliados fracasaron.
En el otoño de 1918, la política belicista de Fernando I resultó nuevamente un fracaso, que se sumó al descontento por las anteriores pérdidas territoriales sufridas durante las guerras balcánicas. Cuando el frente macedonio se hundió en septiembre, el disgusto popular fue en aumento y, para evitar una sublevación, el zar amnistió a Stamboliski. Este exigió la aceptación por el Gobierno y el monarca de cualesquiera condiciones que los Aliados decidiesen imponer al país para firmar la paz. A pesar de su promesa de tratar de calmar a las tropas, Stamboliski se unió ambiguamente a los insurgentes concentrados en Radomir, a poco más de treinta y cinco kilómetros de la capital, capitaneados por uno de sus correligionarios de partido, Raiko Daskálov, que marchó sobre Sofía. Gracias a la llegada de tropas leales al Gobierno, al respaldo de algunas unidades alemanas y a varios fallos tácticos de los rebeldes, estos no consiguieron tomar la capital. Stamboliski se apresuró a negar haber apoyado a los rebeldes, mientras a la vez trataba de sublevar la ciudad en su favor y extender la revuelta por todo el país, en vano. El nuevo Partido Comunista Búlgaro rechazó sus propuestas de cooperación, considerándolo el dirigente de un partido campesino burgués y seguro de la inminencia de una revolución a la soviética. Poco después las principales exigencias de los amotinados, el fin de los combates y la desaparición del rey se lograron, pero no gracias al levantamiento, sino por imposición aliada. Se firmó un armisticio en Salónica y Fernando abdicó en favor de su hijo Boris III y se exilió.

## Los Gobiernos de coalición

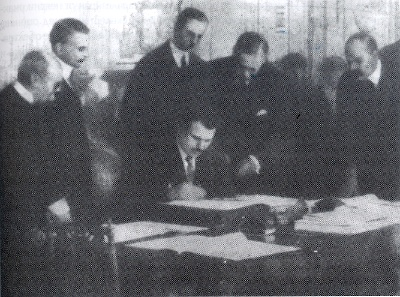
Stamboliski firma el Tratado de Neuilly-sur-Seine en 1919. Bulgaria perdió, entre otras cosas, su acceso al Egeo.

Stamboliski,a pesar de ser ya por entonces el político más influyente del país, no ingresó inmediatamente en el Gabinete. Sólo con el relevo de Malinov y la llegada al gobierno de Teodor Teodorov fue nombrado ministro de Obras Públicas en enero de 1919.

Pérdidas territoriales a causa del Tratado de Neuilly.

Su carisma le permitió formar parte de la delegación que representa a Bulgaria en las conversaciones que desembocaron en el Tratado de Versalles. En agosto de 1919, tras vencer en las elecciones parlamentarias en las que obtuvo un tercio de los votos, formó un Gobierno de coalición, con el que pretendía la puesta en marcha de sus ideas de tipo populista. La coalición tuvo que realizarla con dos de los partidos tradicionales búlgaros por el rechazo del Partido Comunista Búlgaro, partido al que sin embargo se enfrentaba debido al rechazo de los comunistas a la idea de propiedad privada. Socialistas y comunistas habían recibido otro tercio de los votos en las elecciones y habían sido la opción elegida primeramente por Stamboliski para formar un nuevo Gobierno frente a los partidos tradicionales (que habían mantenido dos quintos de los votos) con los que tuvo que conformarse. El nuevo Gobierno acabó formándose en octubre, poco antes de que los Aliados presentasen a la delegación búlgara en París las condiciones del tratado de paz.
Su primera decisión política al frente del nuevo Gobierno fue la firma del Tratado de Neuilly, el 27 de noviembre de 1919. A pesar de que las condiciones impuestas eran mucho peores de lo esperado por el Gobierno búlgaro, Stamboliski, al igual que el joven monarca, consideraron que no había alternativa a la aceptación ya que el país no se encontraba en condiciones de enfrentarse militarmente a los Aliados. Dado el rechazo del anterior primer ministro y jefe de la delegación a firmar el tratado exigido por los Aliados, Stamboliski decidió regresar sólo a Francia y ser el único firmante por parte búlgara. Sus intentos de última hora de suavizar las condiciones impuestas fueron vanos. Al comprometerse por medio de las cláusulas del tratado a respetar el pago de reparaciones de guerra, Stamboliski deseaba en primer lugar alcanzar un sistema de relaciones pacíficas con los países vecinos de Bulgaria.
A finales de 1919, socialistas y comunistas se unieron para apoyar una huelga general nacional, a la que el Gobierno de Stamboliski respondió con dureza. Este utilizó a los restos del Ejército, a la Policía y a la nueva «Guardia Naranja» del partido, fuerza paramilitar, contra los huelguistas. Mediante la amenaza de retirar las cartillas de racionamiento a estos y sus familiares o expulsarlos de sus hogares, entre otras medidas, Stamboliski acabó con la huelga en enero de 1920.

## La instauración de una dictadura campesina
Stamboliski trató de convertir su victoria sobre los huelguistas y sus apoyos socialistas y comunistas en un reforzamiento de su poder político y convocó elecciones poco después; aprobó a la vez una ley que convertía el sufragio en obligatorio. En marzo de 1920, su partido resultó vencedor de las elecciones legislativas, con un 40 % del voto del electorado, duplicando el número de escaños y alcanzando los 110, con lo que el 21 de mayo formó un nuevo Gobierno, aunque ahora ya no se trataba de uno de coalición sino de uno formado únicamente por miembros de su propio partido. A pesar de la victoria electoral, no contaba con mayoría absoluta, habiendo aumentado también notablemente el apoyo a los comunistas, que obtuvieron cincuenta y un escaños. Stamboliski utilizó entonces uno de los fraudes más habituales de la política búlgara: la retirada de actas de diputados de la oposición. Declaró inválidas las de trece diputados opositores, nueve de ellos comunistas y logró así la mayoría absoluta que las urnas no le habían concedido.
Desde el verano de 1920, puso en marcha diversas reformas de tipo agrario cuya finalidad era la mejora de las condiciones de vida del campesinado búlgaro. En el otoño, con su poder consolidado en el país, hace un gira por los países europeos para mejorar la situación internacional de Bulgaria, con un éxito relativo. En la primavera de 1921, gracias a los contactos comenzados durante la gira, formó junto con otros dirigentes de partidos agrarios la Internacional Agraria, de escasas consecuencias por las desavenencias de sus miembros, que perseguían objetivos diferentes.
En estas condiciones, ya nada le impide la puesta en marcha de una semidictadura de tipo campesino, apoyada en una milicia, la llamada «Guardia Naranja», formada en el verano de 1919 ante el creciente descontento de posguerra. Imponiéndose el objetivo de frenar a la burguesía, inició entonces diversos experimentos sociales y financieros en los que se realizó una interpretación muy forzada de la Constitución de Bulgaria, interpretación que algunos consideran que infringió el marco constitucional. Desde entonces se pusieron en práctica toda una serie de reformas, entre ellas: la substitución del servicio militar por un servicio civil, mal visto por parte de las clases acomodadas y por los Aliados, que lo consideraron un servicio militar camuflado; la reducción de los impuestos y tasas sobre la actividad agrícola, la mejora de las infraestructuras del país, la creación de cooperativas agrarias y el inicio de un conjunto de grandes obras públicas. La exportación de cereal quedó también centralizado temporalmente, hasta que los Aliados obligaron al Gobierno a abolir el nuevo sistema, que había resultado generalmente beneficioso.

## Relaciones internacionales

### Tracia occidental y el acceso al Egeo

Pérdidas territoriales búlgaras en las guerras balcánicas y en la Primera Guerra Mundial. La de Tracia Occidental privó al país de su salida al Egeo y las negociaciones con Grecia para obtener una alternativa fracasaron.

El tratado de paz concedía a Bulgaria acceso al mar Egeo tras la pérdida de Tracia Occidental, que quedó temporalmente bajo control militar Aliado. No indicaba, sin embargo, la forma que aquel debía tener. Los Aliados propusieron internacionalizar los puertos de Dedeagach o Porto Lagos, ambos de poco calado y sin buen acceso para los búlgaros. Estos insistieron en recuperar el control territorial de la región, a pesar de no contar con mayoría entre la población y discutieron también con Grecia el acceso al puerto de Kavalla, mejor que los anteriores. El desacuerdo sobre quién debía pagar la nueva línea férrea que lo conectase con el Norte, arruinó las conversaciones entre los dos países. Stamboliski había confiado, equivocadamente, en que el control Aliado de Tracia podría suponer a la larga su devolución a Bulgaria o, al menos, que no fuese entregada a Grecia (la mayoría de la población no era griega ni búlgara, sino musulmana). Un par de conferencias internacionales en la primavera el verano de 1920 decidieron, sin embargo, su traspaso a Grecia. La derrota griega en la guerra greco-turca, en la que Stamboliski mantuvo la neutralidad, no cambió al situación de la región, en contra de lo esperado por Stamboliski. La oferta griega de alquilarle perpetuamente Dedeagach o concederle una zona portuaria en Salónica fue rechazada. Finalmente, el Gobierno griego ofreció una franja de territorio hasta Dedeagach, a cambio de una porción equivalente de territorio búlgaro, pero el golpe contra Stamboliski frustró la negociación de esta última propuesta, que nunca llegó a fructificar.

### La relación con Yugoslavia
Stamboliski había deseado desde el comienzo de su gobierno mejorar las relaciones con los países vecinos y había realizado esfuerzos especiales en el caso de Yugoslavia. Al comienzo Yugoslavia y los demás vecinos se quejaron a Sofía de los continuos ataques de los komitadjis (bandas de irregulares) y Stamboliski respondió con la propuesta de formación de un cuerpo conjunto de guardafronteras, que recibió el apoyo de la Sociedad de Naciones. A diferencia de otros políticos búlgaros, mostró su desinterés por recuperar el control de Macedonia, que había sido devuelta a Yugoslavia. Esta posición era crucial para poder lograr la mejora de las relaciones con Yugoslavia, fundamental a su vez para avanzar en la federación balcánica que Stamboliski deseaba crear.

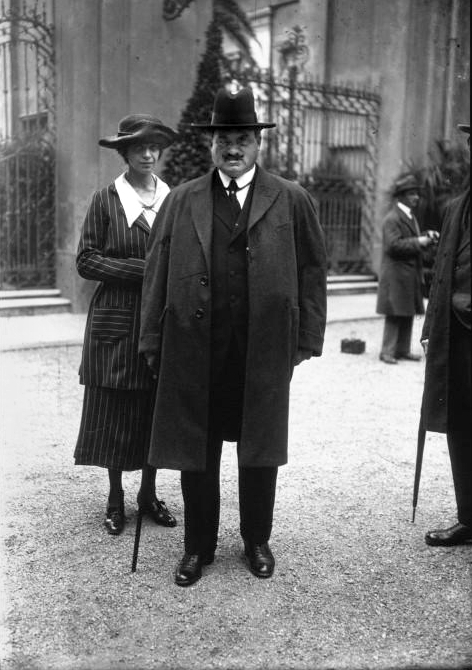
Stamboliski en la Conferencia de Génova en 1922.

La debilidad del nuevo Ejército y de la Policía búlgara, limitados por el tratado de paz, la longitud de la frontera común búlgaro-yugoslava y el apoyo a los grupos macedonios, que se habían asentado y tomado prácticamente el control de la minúscula Macedonia búlgara, dificultaban la eliminación de las incursiones en territorio yugoslavo. En el verano de 1922, ante la desconfianza de los vecinos sobre la actitud del Gobierno búlgaro y su amenaza de intervenir militarmente para acabar con las bandas paramilitares, Stamboliski propuso su plan de guardafronteras y solicitó una investigación de la Sociedad, lo que mejoró su posición y permitió la mejora de relaciones. En noviembre de 1922, visitó Belgrado, donde condenó las acciones de los extremistas macedonios; las relaciones bilaterales mejoraron con rapidez y en marzo del año siguiente firmó, junto con el primer ministro yugoslavo Níkola Pášić, el acuerdo de Niš para llevar a cabo una campaña conjunta contra las organizaciones terroristas. Al mes siguiente, Stamboliski prohibió todas las organizaciones consideradas terroristas, clausuró sus publicaciones y envió a muchos de sus dirigentes a campos de internamiento en el este del país.

## Las reformas
Las reformas sociales del periodo de gobierno de Stamboliski fueron notables, especialmente por las dificultades a las que hubo de enfrentarse para aplicarlas. El Gobierno impuso la jornada laboral de ocho horas o el impuesto sobre la renta proporcional a los ingresos, que beneficiaron a la población urbana y a la rural. El centro de la política de los agrarios fue, no obstante, el campesinado.
En 1920, se pusieron en marcha algunas grandes reformas agrarias. En junio de 1920, la extensión de las explotaciones agrícolas quedó limitada a treinta hectáreas, y todo propietario burgués que no explotase las tierras por sí mismo y tuviese más de cuatro hectáreas quedó expropiado en beneficio de los campesinos más desfavorecidos. La nueva ley se aplicó también a las propiedades de la familia real y, desde 1921, a las de la Iglesia ortodoxa. En su periodo de gobierno, Stamboliski distribuyó alrededor de 125 000 hectáreas, la mitad de las previstas en los planes iniciales. Bulgaria no sufría, sin embargo, un acuciante problema de escasez de tierras en manos de los campesinos. Se favoreció asimismo la concentración parcelaria y el ingreso de los campesinos en las cooperativas. Se promovió la diversificación de las cosechas y la mejora de los animales de granja. Se mejoraron también las infraestructuras de comunicación, reparándose y construyéndose nuevas carreteras, puentes, líneas de telégrafo y teléfono, a menudo a través del nuevo servicio de trabajo estatal. Considerándose fundamental la mejora de la educación, se construyeron cerca de trescientas nuevas escuelas primarias y ochocientas de enseñanza secundaria, que se hizo obligatoria hasta los catorce años. Los maestros quedaron sujetos a la aprobación periódica de los pueblos donde servían y se reformó el currículo, quitando importancia al nacionalismo en la instrucción y reforzando las asignaturas prácticas, especialmente las relacionadas con la agricultura.
Las cooperativas se utilizaron también en las ciudades para construir nuevas viviendas. Los edificios vacíos fueron requisados para alojar a la población, los beneficios industriales y financieros se redujeron y se estabilizó el precio del trigo, permitiendo así una acumulación de capital por parte de la clase social campesina. Sin embargo, las reformas no beneficiaron más que a los campesinos más pobres, con lo que el campesinado acomodado, cansado, deseó el regreso de la burguesía al poder político.

## Un descontento creciente
El Gobierno agrario fue acumulando grupos hostiles a sus medidas. A los abogados, poco queridos por el campesinado, se les prohibió participar en política como diputados o concejales. Se crearon nuevos tribunales para dirimir las abundantes disputas sobre las lindes aprobados por los campesinos, que privaron de jugosos ingresos a los abogados. El cuerpo de oficiales, reducido por el tratado de paz, también era hostil a Stamboliski. El profesorado, que había sido purgado de comunistas y simpatizantes y que había visto como sus puesto quedaban a merced de las elecciones locales de maestros por los campesinos, también era hostil al Gobierno. Los intentos de destitución de los numerosos socialistas entre los profesores universitarios tampoco fueron bien recibidos. Médicos y enfermeras se oponían a ser enviados a remotas zonas rurales del país a ejercer su profesión. La Iglesia se opuso a la pérdida de sus fincas, al traslado forzoso del sínodo fuera de la capital y a lo que consideraba laxa moral sexual del primer ministro. La orden gubernamental de asignar a los habitantes de las ciudades dos habitaciones por familia para aliviar la falta de vivienda por la abundancia de refugiados y la escasez de casas, fue mal recibida. La preferencia del gabinete por el campo y la sensación de que este había relegado a segundo plano el mantenimiento de las ciudades se extendió entre la población urbana.
Los partidos tradicionales estaban cada vez más preocupados con el rumbo de la política de Stamboliski. Temían que tratase de imponer una dictadura unipartidista. Stamboliski relegó a las instituciones estatales frente a las de su partido en algunas medidas como la distribución de las tierras o la formulación de las leyes, lo que causó inquietud entre la oposición. Poco a poco el régimen adopta políticas cada vez más represivas frente a sus adversarios políticos. En noviembre de 1922, Stamboliski ordenó el juicio a los miembros de antiguos Gobiernos que habían tenido el poder durante las Guerras Balcánicas y la guerra mundial, algo que los partidos de oposición consideraron como una ofensiva contra ellos. Stamboliski dio la impresión de preparar la eliminación de los adversarios burgueses; en 1923 modificó la constitución para abolir la representación proporcional en el parlamento. El año anterior, los antiguos partidos habían formado una coalición, el «Bloque Constitucional», que trató en vano de realizar una marcha sobre la capital, que fue prohibida por el Gobierno tras ciertos altercados con sus partidarios. El fin del reparto proporcional de escaños y ciertas presiones de los agrarios hicieron que estos lograsen una amplia mayoría en las elecciones de abril de 1923: 212 frente a los 16 de los comunistas y los 15 del Bloque. Tras una purga de la administración estatal y la aparente inminencia de la proclamación de una república campesina, los opositores aceleraron sus planes de intervención contra los agrarios. En febrero los extremistas macedonios habían tratado, sin éxito, de asesinar a Stamboliski.
El golpe de gracia para el Gobierno llegó tras la firma del Tratado de Niš con Yugoslavia, mediante el cual Stamboliski se comprometió a reprimir a los independentistas macedonios. Estos últimos se aliaron con la Liga Militar del general Protogerov, que había hecho fracasar la marcha campesina sobre Sofía al final de la guerra, la «Unión Nacional» (Naroden Zgovor), mezcla de profesionales liberales y de la Liga, con los socialdemócratas y con el Bloque. Los macedonios habían ocupado Kyustendil como respuesta al tratado y reanudado los ataques en territorio yugoslavo y Stamboliski utilizó a la Guardia en vez de al Ejército para reprimirlos, inquietando a la oposición, que lo vio como un paso más en la toma del poder por los agrarios.
Las medidas de Stamboliski contra los comunistas hicieron que estos, con escasas excepciones, no interviniesen en su defensa cuando los confabulados decidieron atacarle. La posterior orden del Comintern de llevar a cabo un alzamiento en septiembre considerando errónea la anterior pasividad llevó a un fácil aplastamiento de aquel.

## La caída
El 9 de junio de 1923 se produjo el golpe de Estado que, eficazmente organizado, acabó con el gobierno de los agrarios. Las fuerzas de los extremistas macedonios, junto con dirigentes de los antiguos partidos, opuestos al Gobierno, elementos conservadores y nacionalistas a cuyo frente se encontraba Alejandro Tsankov y la «Unión Nacional»  y oficiales desafectos se aliaron para organizar el golpe de Estado de 1923. Desencadenado el golpe cuando Stamboliski se hallaba de vacaciones en su localidad natal, la insurrección recibió el respaldo del Ejército y la Policía. La resistencia al mismo fue escasa, concentrándose en la región de Pleven, bastión agrario y donde los comunistas locales cooperaron con estos hasta que recibieron la orden contraria de sus dirigentes. Stamboliski había perdido el apoyo de todos aquellos que no pertenecían a su formación o al campesinado y que podrían haberse opuesto al golpe. Sin embargo, pocos días más tarde, el 14 de junio de 1923, su escondite fue descubierto. Fue torturado, cortándosele las manos como castigo por su firma del acuerdo antiterrorista con el Gobierno yugoslavo, y decapitado.